# 鬼桐さんの洗濯
『鬼桐さんの洗濯』（おにぎりさんのせんたく）は、ふかさくえみによる日本の4コマ漫画作品。竹書房『まんがライフオリジナル』にて、2017年5月号より連載中。話数は「第○着」と表記している。

## あらすじ
都内にあるクリーニング店「洗濯屋鬼桐」。不思議な貼り紙に導かれた茶子は住み込みで働くことになるが、店主は鬼で、衣類の汚れに困り店を訪れるのは魔王や人魚、妖狐、吸血鬼など「人ならざる者」ばかりであった。

## 登場人物
連載開始からしばらくは連載に伴って時間が進行していた（このためささめや茶子は学校を卒業している。）が、途中からサザエさん時空に入っている。これは、魔王を高校生に止め置くための措置だと作者が語っている。

### 洗濯屋鬼桐の従業員など
鬼桐 シオ子
洗濯屋鬼桐の店主。鬼。洗濯に関する知識は豊富だが、アイロンがけは少し苦手。甘いものが好きだが魚の眼が苦手で、たい焼きですら頭側半分を茶子に食べてもらうほどである。
柊木 茶子（ひいらぎ ちゃこ）
本作のヒロイン。出身地は愛媛のタオルの産地で、大学に通うため上京してきた。“憑依シミ”が見える特殊な能力を持つ。
物の匂いをかぐ癖がある。クリーニング師の試験では5種類の汚れを一瞬でかぎ分けて試験官を驚かせた。
シオ子がアイロンを苦手とするため、アイロンがけは彼女が担当することが多い。アイロン使いとしての好奇心から、エクストリーム・アイロニングに挑戦したこともある。
4巻でクリーニング師の免許を取得した。
黒豆 トキエ
以前、洗濯屋鬼桐で働いていた女性。3年前に亡くなったが、生前に“憑依シミ”で書いた求人の貼り紙を残し、それを見た茶子が店で働くことになる。享年103。茶子と同じ今治の出身。
ヨモダさん
茶子が子供のころに飼っていたフグ。魂が茶子のハンドタオルに“憑依シミ”として残り、のちに身体が具現化する。

### 常連客
魔王くん
第1着で初登場。50代目の魔王の中学生の少年。幼名はゴジュ、人間界での名前は馬飼五十郎。マントにワインのシミを付けてしまうが、鬼桐さんは酸性の染み抜き剤と酸素系漂白剤の過炭酸ナトリウムで処理を施す。
実家は魔王の家系だが農場を営んでいる。この農場の作物は味は非常にまずく農場も廃業寸前だったが、鬼桐によって高い洗浄効果が見出されている。このため、洗濯屋鬼桐には作物が無料で納品されている。
着用するマントにかけられた「魔王のオーラ加工」によって、明るい性格になっているらしい。
柴田
第1着で初登場。魔王の一族に使える執事で、先代魔王のマントの注文および受け取りは彼が担当している。名前は第72着で判明した。
苺坂 ぱせり
第2着で初登場。看護師を務めるバンパイア。一般的な洗剤や漂白剤と相性の悪いバンパイア専用のブランド服を、ホウレンソウの茹で汁と大根おろしで染み抜きし、サポニンを含んだ大根の茹で汁で洗濯を施した。この大根は後で食べるため、馬飼農場産でないものが使用される。
一族の多くがドイツに住んでいるためドイツ語が話せる。ただし、彼女自身は東京ドイツ村がある県の出身。
アサ、キヌ
第3着で初登場。神社に住む、妖狐の姉妹。母親は京都に単身赴任、父親はすでに亡くなっているため姉妹で暮らしている。幼女に見えるが実年齢は茶子と同じくらいである。
ボッ様
第3着で初登場。本来は珍しい神獣であり、神であっても見たことがないケースがある。
繊維を良質なものに変える力がある。そのコンディションは周囲の人型生物の頭髪の状態に影響する。
セイラン
第4着で初登場。人間界では水族館職員として働く人魚。足をヒレに戻す魔力を持った布が魔力を失ったため、人間界で過ごせるよう衣服の加工を頼みに来た。この魔力を持った布を調べているときに、茶子の「“憑依シミ”が見える」能力が判明する。
大岳 紅葉
第10着で初登場。天狗。通称モミさん。洗濯屋鬼桐を衣類の保管庫代わりにして、本人は南の島に住んでいる。かつては修験者風の衣装を着ていたが、トキエに勧められて人間の服を着るようになったため見た目に天狗の要素がなくなっている。
かつてはトキエに羽団扇の定期メンテナンスを頼んでいたが、原因が“憑依シミ”と判明したため茶子がメンテナンスすることになった。ただし、メンテナンスの周期は十数年に一度のため次回のメンテナンスができるかは不明。
深森 ささめ
第10着で初登場。16歳（初登場時）のスノウガール。以前は冬しか外に出ることができなかったが、衣服の特殊加工で夏以外は出歩けるようになった。高校を卒業後食品会社に就職。冷凍倉庫の中で元気に働いている。
佐保姫
第12着で初登場。春をつかさどる女神だが花粉症で、鬼桐により衣服に「花粉バリア加工」をしてもらっている。鬼桐を「シーちゃん」と呼ぶ。洗濯屋鬼桐の入り口の幕には彼女たちによってまじないがかけられており、普通の人間や用のない者や店に不利益をもたらす者を寄せ付けないようにしている。
襟巻木綿
第13着で初登場。幅20センチメートル、長さ110センチメートルの浮遊する布の妖怪。洗濯屋鬼桐でのクリーニング料金は1500円。一反木綿を大先輩として尊敬している。
シラヌイ
第30着で初登場。アサとキヌの母親である白狐。現在は京都で働いているためなかなか娘たちに会いにこれなかったが、新幹線の存在を知ったため会いにこれるようになった。

### 同業者など
箱舟さん
第14着で初登場。仕入れや配送などを行っている。種族は不明。瞬間移動が特技で、茶子が見かけたときにはすでにいなくなった後である（見えているのは残像）ことが多い。
もともとはシオ子と同郷である。実家を出たときに人間界に出たという彼女を探し困っている客を見て配達屋となる。
ミミカ
第19着で初登場。クリーニング店「乙女の祈り」の店主を務める天使。名前は大天使ミカエルにあやかっている。“憑依シミ”（当人は「ラブリーハートスタンプ」と呼んでいる）を意図的に発生させることができ、担当した洗濯物に”憑依シミ”を付けることでリピーターを獲得している。店の看板には「天使の洗礼・乙女の祈り」と書かれており「クリーニング」の文字がないため、告解部屋と間違えられることもある。
薫子
「乙女の祈り」でミミカの助手を務める女性。彼女が化学物質過敏症になったため、「乙女の祈り」はナチュラルクリーニングの店を目指すようになる。
針女
第31着で初登場、名前だけは第21着で登場している。破れなどの補修や装飾品の付け外しなどの針仕事全般を請け負っている。「針女」は「濡女子」と同一視されることがあるが、本作品では別の妖怪として扱われている。
鬼桐 ミブナ
シオ子の叔父で洗濯屋鬼桐魔界3号店店主。魔界の住民の多くは洗濯は魔法で行うのであまり仕事がなかったが、最近絨毯の洗濯の依頼が増えたらしい。

### その他
橘 菊緒
第13着で初登場。茶子の大学の友人。東京都出身で、大学には自宅から通っている。霊感があるらしく妖怪が見えることがある。
鬼桐 ウメ
第27着で初登場。シオ子の姉。シオ子に洗濯屋をやらせないために約100年自宅に幽閉していた。監視役に黒の出目金を使用していたことが、シオ子の「魚の目」嫌いの原因となっている。洗濯屋鬼桐の入り口の幕の邪魔者除けのまじないは、彼女が来れないようにすることも目的の1つにしている。茶子の大学の学食で働いている。ネズミが苦手。
ワヅラ
第39着で初登場。神。かつて鬼桐一族が洗濯屋を務めるように契約をさせた。本名は「ワズライノウシノカミ」。
ボッ様やのた坊主を触るのが好きなため、一部では「モフモフ大好きおじさん」と思われている。
ネム
第48着で初登場。ハーフエルフのデザイナー。
「人ならざる者」を対象とした茶子の作品を見てスカウトに来る。短時間でも茶子が働けるように洗濯屋鬼桐の隣に引っ越してきた。

## 用語
洗濯屋鬼桐
鬼の一族である鬼桐家によって営まれる洗濯店。少なくとも人間界に1店舗、魔界に3店舗以上あることが語られている。
「鬼桐家の先祖の鬼が神の怒りを買ったため呪いをかけられた」とされているが、その先祖は最後まで冤罪だと主張していたともいわれる。シオ子は人間界に真相の手がかりがある可能性を考えて人間界に出店した。
鬼桐家の鬼には「青い髪」と「『の』の字に似たアザ」が特徴として現れる。このアザには「手のひらを火熨斗とすることができる」効果があるのだが、シオ子はワヅラに教えられるまで知らなかった。
憑依ジミ
強い思いがシミとして布に残ったもの。ある事情により、茶子やトキエのような今治市出身の人物の中に時折見える人がいる。
特製のインクでシミを覆うと思いが具現化（多くの場合思いの主の声が聞こえる）してシミが消える。このインクはトキエが閻魔大王に直談判して作成してもらったらしい。

## 書誌情報
- ふかさくえみ 『鬼桐さんの洗濯』 竹書房〈バンブーコミックス〉、既刊7巻（2024年11月19日現在）
  1. 2018年9月10日発行（同年8月27日発売）、ISBN 978-4-8019-6360-3
  2. 2019年7月1日発行（同年6月17日発売）、ISBN 978-4-8019-6643-7
  3. 2020年7月31日発行（同年7月17日発売）、ISBN 978-4-8019-7002-1
  4. 2021年8月31日発行（同年8月17日発売）、ISBN 978-4-8019-7401-2
  5. 2022年10月31日発行（同年10月17日発売）、ISBN 978-4-8019-7864-5
  6. 2023年11月2日発行（同年10月19日発売[31]）、ISBN 978-4-8019-8179-9
  7. 2024年11月29日発行（同年11月15日発売）、ISBN 978-4-8019-8483-7

## 評価
ファンタジー要素のある作品であるが、実際の洗濯科学に即した文献調査を行っており、単行本のカバー裏に参考文献を記載している。Twitterの花王アタック公式アカウントは「およそ4コマ漫画の参考文献とは思えないガチすぎるラインナップ。」と評し、単行本第2巻の帯に推薦文を掲載している。ふかさくは本作の執筆をきっかけにクリーニング師の国家資格を取得した。
第1巻はCOMIC ZINの2018年8月27日～9月2日の週間単行本売り上げランキングで1位を記録した
単行本3巻の発売を記念して、ねとらぼに作者とアタック公式アカウントの中の人との対談が実現した。
単行本3巻の帯には「洗濯王子」こと中村祐一の推薦文が掲載されている。
単行本4巻の帯には洗濯ブラザーズが登場している。